# أرنولد ثيلر
السير أرنولد ثايلر (26 مارس 1867 – 24 يوليو 1936)  حائز على وسام الإستحقاق يعتبر والد الطب البيطري في جنوب أفريقيا . ولد في فريك ، كانتون أرجاو ، سويسرا . حصل على تعليمه العالي ، ثم تأهل لاحقًا كطبيب بيطري في زيوريخ.
في عام 1891 سافر تيلر إلى جنوب إفريقيا ووجد في البداية عملاً في مزرعة مملوكة لنيلمابيوس في إيرين إستيتس بالقرب من بريتوريا، ولكن في وقت لاحق من ذلك العام بدأ ممارسة الطب البيطري.
نجاحه في إنتاج لقاح لمكافحة تفشي مرض الجدري بين عمال المناجم في ويتووترسراند مكنه من أن يصبح طبيب بيطري حكومي في جمهورية أفريقيا الجنوبية، حيث خدم خلال حرب البوير الثانية في 1899-1902. خلال هذه الفترة طور فريقه البحثي لقاحًا ضد طاعون الأبقار، وهو مرض خبيث ومعدٍ في الماشية. جلبت طاقته الهائلة وروحه الريادية ونزاهته المهنية اعترافًا دوليًا.
وصف عام 1919 ما يعرف الآن بمرض تيلر (التهاب الكبد المصلي الحاد ، والتهاب الكبد اللاحق للتلقيح أو مرض الكبد الحاد مجهول السبب) - أحد الأسباب الأكثر شيوعًا لالتهاب الكبد الحاد في الخيول - عندما لاحظ أعراض أمراض الكبد في الحيوانات التي تم تطعيمها ضد مرض الخيل الأفريقي بمزيج من فيروس حي ومصل الخيول المضاد. من المعروف الآن أن هذا المرض ناجم عن الفيروسات الصغيرة (بارفوفيروس).
كان ثيلر أول مدير لمعهد أونديرستيبورت للأبحاث البيطرية ، خارج بريتوريا . قام هذا المعهد تحت قيادته ببحوث حول مرض الحصان الأفريقي ، مرض النوم ، الملاريا ، وحمى الساحل الشرقي ( تيليريا بارفا ) والأمراض المنقولة عن طريق القراد مثل البول المدمى ، الخدر و المرارة . تأسست كلية العلوم البيطرية بجامعة بريتوريا في عام 1920 مما مكّن الأطباء البيطريين من التدريب محليًا للمرة الأولى. أصبح ثيلر أول عميد لهذه الكلية.
تزوج من إيما صوفي جيغي (1861–1951) ولديه ولدان وبنتان ، وهما أصغرهما يعملان في أونديرستيبورت: هانز (1894–1947) ، طبيب بيطري. مارغريت (1896–1988) ، معلمة ؛ جيرترود (1897–1986) ، اختصاصي في علم الطفيليات وأستاذ ؛ وماكس تيلر (1899-1972) ، حائز على جائزة نوبل عام 1951 في علم وظائف الأعضاء والطب .